# Canton de Lugny
Le canton de Lugny est une ancienne division administrative française située dans le département de Saône-et-Loire et la région Bourgogne-Franche-Comté.

## Géographie
Ce canton de l'arrondissement de Mâcon était organisé autour de Lugny, son chef-lieu, petite capitale du Haut-Mâconnais. Son altitude variait de 168 mètres (à Saint-Albain) à 550 mètres (à Azé) pour une altitude moyenne de 235 mètres.
Il était borné par les cantons suivants : le canton de Tournus au nord, le canton de Pont-de-Vaux (Ain) à l'est, le canton de Mâcon-Nord au sud, le canton de Cluny et le canton de Saint-Gengoux-le-National à l'ouest.
Du point de vue du relief, le canton de Lugny était caractérisé à l'ouest par une longue vallée sèche longitudinale inclinée vers le sud, au terrain marneux couvert de vignes (Cruzille, Bissy-la-Mâconnaise, Saint-Gengoux-de-Scissé et Azé). Son centre correspondait, quant à lui, à une zone compartimentée dont l'exposition était, elle aussi, des plus favorables à la culture de la vigne, notamment dans les secteurs de Lugny et de Viré. L'est du canton (Montbellet, Fleurville, Saint-Albain, La Salle) prenait la forme d'une terrasse qui, bordée par la Saône, était le lieu de passage de plusieurs grands axes de communication : la route nationale 6 (aujourd'hui départementalisée), l'autoroute A6 et la ligne ferroviaire Paris-Lyon-Méditerranée.

## Histoire

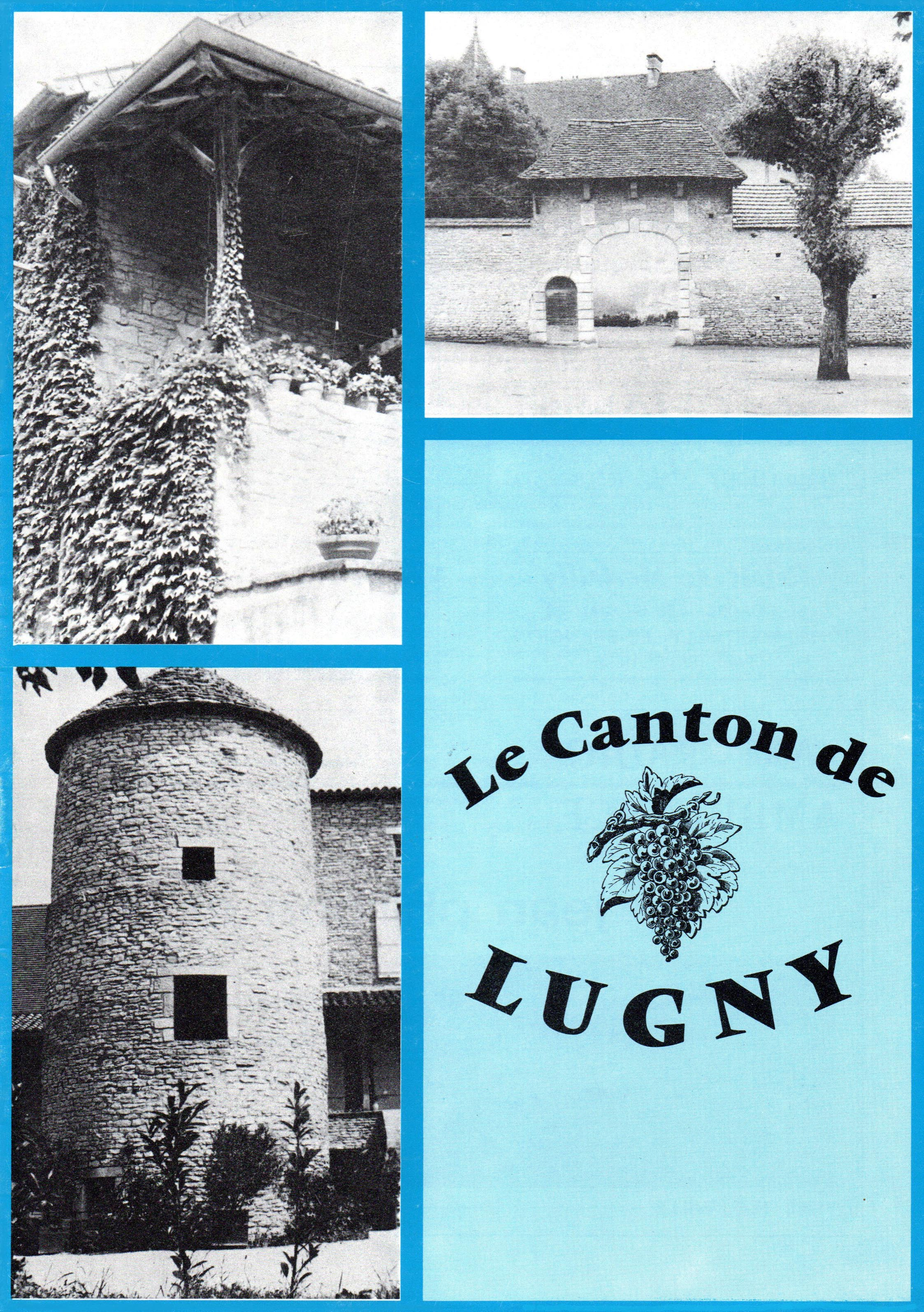
La brochure éditée dans les années 70 pour promouvoir les seize communes du canton de Lugny.

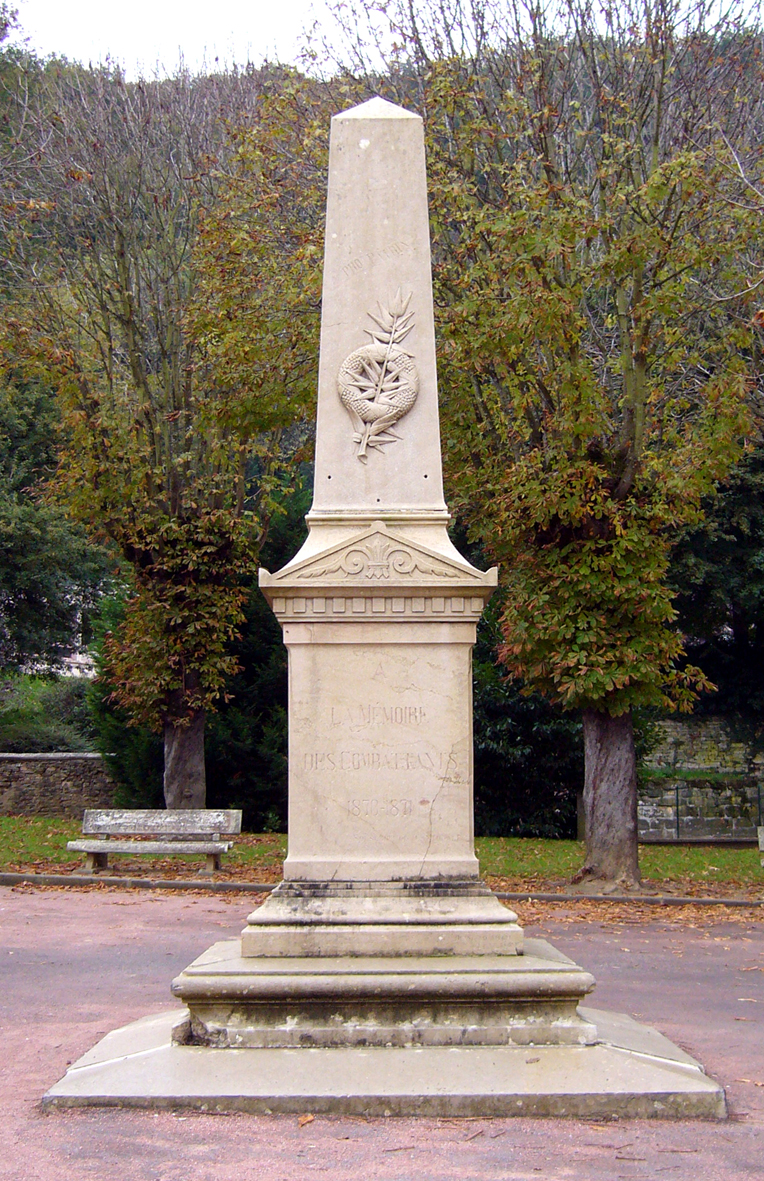
Le monument élevé à Lugny en 1909 à la mémoire des soldats du canton morts en 1870 et 1871.

Pendant toute l'époque révolutionnaire, le canton de Lugny ne totalisa que douze communes : Azé, Bissy-la-Mâconnaise, Burgy, Clessé, Cruzille, Lugny (son chef-lieu), Péronne, Saint-Albain, Saint-Gengoux-de-Scissé, Saint-Maurice-des-Prés, Vérizet et Viré.
Les communes de Chardonnay, de Grevilly et de Montbellet appartenaient alors au canton de Tournus, La Salle à celui de Charnay-lès-Mâcon et Satonnay (dénommée « Saint-Maurice-de-Satonnay » depuis mars 1861, à la suite de la réunion par décret des communes de Saint-Maurice-des-Prés et de Satonnay) à celui de Saint-Sorlin.
La commune de Bray, du canton de Salornay-sur-Guye de 1790 à 1801, entrée à cette date dans celui de Lugny, est passé dans celui de Cluny en 1839.
Camille Ragut, dans sa Statistique du département de Saône-et-Loire publiée à Mâcon en 1838, présente le canton de Lugny comme suit : « Il compte une population de 12676 hab. (1831, 12465 hab.), 3210 maisons, et se compose de dix-huit communes [...]. Sa superficie, cadastrée en 1808 et 1809, est de 15434 hect., dont 5205 en terres labourables, 3974 en bois, 2776 en vignes, 1973 en prés, 820 en friches, etc. Ce canton compte en outre 38 usines, 360 patentables, 6200 propriétaires et 87052 parcelles de propriétés. »
Un demi-siècle plus tard, en 1892, le canton de Lugny, dans sa configuration définitive à seize communes, totalisait 9152 habitants, pour une superficie de 14452 hectares.
Le canton de Lugny a cessé d'exister en 2015, à la suite du redécoupage des cantons français défini par la loi du 17 mai 2013 (décrets d'application publiés en février et mars 2014). En partie démembré (les communes de Chardonnay et de Grevilly ayant été rattachées au canton de Tournus), il a fusionné avec le canton d'Hurigny.
À la fin du mois de juillet 1789, la plupart des communes composant ce canton furent l'objet des exactions des « Brigands », paysans révoltés qui, pendant la Grande Peur, se révoltèrent en Mâconnais, s'adonnant à des brigandages contre les châteaux et les propriétés ecclésiastiques, symboles de l'Ancien Régime. Le château de Lugny, propriété de Florent-Alexandre-Melchior de La Baume (1736-1794), comte de Montrevel et dernier seigneur de Lugny, fut ainsi le premier du Mâconnais à être incendié par ces « Brigands » (nuit du lundi 27 au mardi 28 juillet).
Les communes du canton, cadastrées en 1808 et 1809, figurent parmi les premières de France à avoir été cadastrées. La superficie du canton fut alors évaluée à quinze mille quatre cent trente-quatre hectares – quatre-vingt-sept mille cinquante-deux parcelles de propriété – dont cinq mille deux cent cinq hectares de terres labourables, trois mille neuf cent soixante-quatorze hectares de bois, deux mille sept cent soixante-seize hectares de vignes, mille neuf cent soixante-treize hectares de prés et huit cent vingt hectares de friches.
Mai 1972 : création du Syndicat intercommunal à vocation multiple (SIVOM) du canton de Lugny (siège en mairie de Lugny), regroupant les communes d'Azé, Bissy-la-Mâconnaise, Burgy, Chardonnay, Clessé, Cruzille, Fleurville, Grevilly, Lugny, Montbellet, Péronne, Saint-Gengoux-de-Scissé, Saint-Maurice-de-Satonnay et Viré, avec pour objet : la couverture des dépenses d'investissement et de fonctionnement du collège de Lugny, la réalisation d'une maison de retraite, la création et le fonctionnement de tous services sociaux (tels que dispensaire, aide à domicile par exemple), la réalisation de travaux d'assainissement, le ramassage d'ordures ménagères et l'entretien de la voirie communale.
7 et 8 juin 1986 : les communes du canton, de même que de nombreuses communes viticoles de l'arrondissement de Mâcon, prennent part à l'inauguration de la route des Vins Mâconnais-Beaujolais, créée à l'initiative de François Bucchianeri (huit circuits sillonnant le vignoble du Mâconnais sur quelque 400 kilomètres).

## Disparition
Conséquence du décret du 18 février 2014 « portant délimitation des cantons dans le département de Saône-et-Loire » résultant de l'application des lois du 17 mai 2013 (loi organique 2013-402 et loi 2013-403), le canton de Lugny, après 225 années d'existence, a cessé d'exister, la quasi-totalité de ses communes ayant été rattachées au canton voisin d'Hurigny (à l'exception notable des communes de Grevilly et de Chardonnay qui, elles, ont été rattachées au canton de Tournus).

## Représentation

### Conseillers généraux
Ont successivement été conseillers généraux du canton de Lugny de 1833 à 2015 : 
| Période     | Période              | Identité                                                            | Étiquette                 | Qualité |
| ----------- | -------------------- | ------------------------------------------------------------------- | ------------------------- | --- |
| 1833        | 1842                 | Roch Philibert Dupuis                                               | Républicain               | Receveur particulier des finances Propriétaire à Péronne (propriété appelée « domaine de Saint-Pierre et Champagne » achetée en 1827 à Alphonse de Lamartine, qui venait d'en hériter) |
| 1842        | 1848                 | baron Benoît-Marie-Louis-Alceste Chapuys de Montlaville (1800-1868) | Opposition antidynastique | Conseiller général du canton de Beaurepaire-en-Bresse (1833-1839), sénateur (1834-1848), maire de Chardonnay |
| 1848        | 1852                 | Justin Philibert Franon (1815-1876)                                 | Républicain               | Avocat Notaire à Marcilly (Le Martrat) Juge de paix à Lugny et à Matour Directeur de la tuilerie de Saint-Romain-des-Iles (aujourd'hui Saint-Symphorien-d'Ancelles) Propriétaire à Lugny |
| 1852        | 1855                 | Jean-Baptiste Villars                                               |                           | Avocat Maire de Mâcon (1852-1858) |
| 1855        | 1868 (décès)         | baron Benoît-Marie-Louis-Alceste Chapuys de Montlaville             |                           | Maire de Chardonnay Conseiller général du canton de Beaurepaire-en-Bresse (1833-1839) Député de Saône-et-Loire (1833-1848) Préfet de l'Isère (1849-1852) Préfet de la Haute-Garonne (1852-1853) Sénateur (1853-1868) Historien |
| 1868        | 1871                 | Louis-Nicolas Lacroix                                               | Républicain               | Élu conseiller général du canton de Lugny en avril 1868, par 1850 voix contre 1263 à son adversaire Henri Pilet. Avocat, juge de paix, magistrat. Ancien président du tribunal civil de Mâcon. Préfet de Saône-et-Loire en 1871. |
| 1871        | 1901                 | Jean-Marie Bouilloud-Maillet (1841-1906)                            | Républicain puis Rad.     | Entre au conseil général lors des élections cantonales du 8 octobre 1871. Propriétaire. Était maire de Bissy-la-Mâconnaise lors de l'élection cantonale d'octobre 1871, et sera ultérieurement maire de Lugny (de 1881 à 1906). |
| 1901        | 1922 (décès)         | Eugène Danjou                                                       | Républicain puis Rad.     | Docteur en médecine à Azé. Réélu (sans concurrent) lors des élections cantonales de 1907, ainsi qu'à celles d'août 1913 et de décembre 1919. Décédé à Chalon-sur-Saône en juillet 1922, de congestion cérébrale. Décoré en 1920 de la croix de chevalier de la Légion d'honneur. |
| 1922        | 1940 (guerre)        | Eugène Blanc                                                        | SFIO                      | Candidat du Bloc des gauches et seul candidat lors des élections cantonales partielles de septembre 1922. Réélu lors des élections cantonales d'octobre 1931, et réélu (dès le premier tour) lors des élections d'octobre 1937 Propriétaire Président-fondateur de la coopérative vinicole de Lugny Maire de Lugny |
|             |                      |                                                                     |                           | |
| 1945        | 1950 (décès)         | Joanny Huet (1886-1950)                                             | SFIO                      | Cultivateur-viticulteur Maire de Clessé, ancien conseiller d'arrondissement Membre du Comité départemental de Libération. Élu dès le premier tour lors des élections cantonales de mars 1949 |
| 4 mars 1951 | 1967                 | Nicolas Ducher (1883-1975)                                          | SFIO                      | Viticulteur Maire de Péronne (1935-1971) Élu au second tour lors des élections cantonales partielles des 25 février et 4 mars 1951 (contre un candidat communiste et un candidat présenté par le RPF) |
| 1967        | janvier 1994 (décès) | René Boudier                                                        | RI puis DVD               | Élu à cinq reprises conseiller général du canton de Lugny, fut vice-président du conseil général de Saône-et-Loire de 1985 à 1992 Président (1956-1964) puis directeur (1964-1982) de la cave coopérative de Viré Président de l'Union des producteurs de vins « Mâcon » Président de Saône-et-Loire Tourisme Conseiller municipal à partir de 1958, puis premier adjoint au maire (en 1969, lors de la fusion entre les communes de Vérizet et de Viré) puis élu maire de Viré en 1983. Décédé le 30 janvier 1994. Était né le 10 septembre 1920 à La Chapelle-Thècle. Décoré de la croix de chevalier de l'ordre des Palmes académiques et de la médaille d'honneur régionale, départementale et communale (argent) en juillet 1986 |
| 1994        | 2004                 | Gilbert Mornand                                                     | PS                        | Réélu lors des élections cantonales de mars 1998 Viticulteur Conseiller municipal, puis maire de Clessé de 1971 à 2014 Président du Syndicat intercommunal à vocation multiple (SIVOM) du canton de Lugny Président du syndicat de cylindrage de Mâcon-Nord Élu président du Syndicat des eaux du Haut-Mâconnais en septembre 1995 |
| 2004        | 2015                 | André Peulet                                                        | PS                        | Viticulteur Adjoint au maire de Viré Membre de la commission permanente Président de la commission « Agriculture et forêt » Élu en 2015 conseiller départemental du canton d'Hurigny |

Pendant la Seconde Guerre mondiale, les conseillers généraux, renommés conseillers départementaux, furent nommés par le Gouvernement de Vichy.

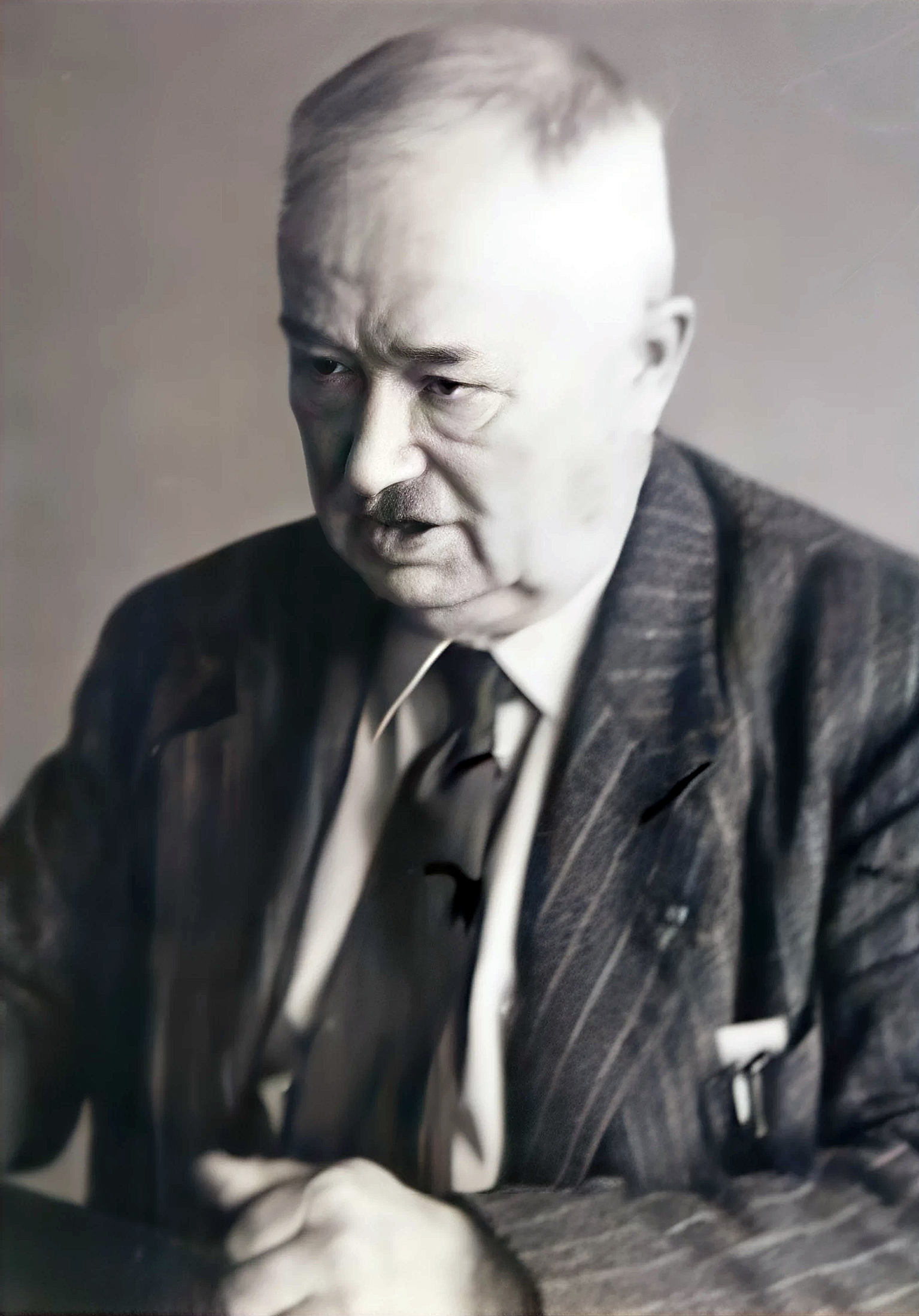
Eugène Blanc (1876-1964), conseiller général du canton de Lugny de 1922 à 1940.

### Conseillers d'arrondissement
Ont successivement été conseillers d'arrondissement, au titre du canton de Lugny, de 1833 à 1940 : 
| Période                                  | Période | Identité                                 | Étiquette   | Qualité |
| ---------------------------------------- | ------- | ---------------------------------------- | ----------- | --- |
| 1833                                     | 1836    | Paul Margue (1786-1867)                  |             | Notaire, propriétaire à Salornay-sur-Guye. Élu conseiller d'arrondissement lors des élections de décembre 1833.                                                                  |
| 1836                                     | 1848    | Joseph Adolphe Meunier (1800-1876)       |             | Notaire, maire de Lugny |
| 1848                                     | 1852    | Pierre Bouilloud                         |             | Tuilier à Saint-Gengoux-de-Scissé |
| 1852                                     | 1871    | Joseph Adolphe Meunier                   |             | Notaire, maire de Lugny |
| 1871                                     | 1898    | Jean-Marie Bouilloud-Maillet (1841-1906) | Républicain | Maire de Bissy-la-Mâconnaise (1871-1881) puis de Lugny (1881-1906). Réélu conseiller d'arrondissement en juillet 1895 mais battu par François Ferret lors des élections de 1898. |
| 1898                                     | 1919    | François Ferret                          | Radical     | Propriétaire viticulteur, maire de Péronne. Élu le 31 juillet 1898 par 884 voix contre 815 à son concurrent Bouilloud-Maillet de Lugny.                                          |
| 1919                                     | 1922    | Claude Bouilloux                         | Radical     | Maire de Bissy-la-Mâconnaise |
| 1922                                     | 1934    | Jules Richard (1877-1947)                | SFIO        | Vigneron à Chussin (hameau d'Azé), président de la cave coopérative, maire d'Azé. Reconduit dans les mêmes fonctions lors des élections de septembre 1928.                       |
| 1934                                     | 1940    | Joanny Huet                              | SFIO        | Viticulteur, maire de Clessé (1925-1941) |
| 1940                                     |         |                                          |             | Les conseils d'arrondissement ont été suspendus par la loi du 12 octobre 1940 et n'ont jamais été réactivés                                                                      |
| Les données manquantes sont à compléter. |         |                                          |             | |

## Composition
Le canton de Lugny groupait seize communes et comptait 8 267 habitants en 2007 (sans doubles comptes). Ces communes étaient les suivantes : Azé, Bissy-la-Mâconnaise, Burgy, Chardonnay, Clessé, Cruzille, Fleurville, Grevilly, Lugny (chef-lieu du canton), Montbellet, Péronne, Saint-Albain, Saint-Gengoux-de-Scissé, Saint-Maurice-de-Satonnay, La Salle et Viré.
| Communes                  | Population (2012) | Code postal | Code Insee |
| ------------------------- | ----------------- | ----------- | ---------- |
| Azé                       | 940               | 71260       | 71016      |
| Bissy-la-Mâconnaise       | 177               | 71260       | 71035      |
| Burgy                     | 90                | 71260       | 71066      |
| Chardonnay                | 162               | 71700       | 71100      |
| Clessé                    | 700               | 71260       | 71135      |
| Cruzille                  | 231               | 71260       | 71156      |
| Grevilly                  | 37                | 71700       | 71226      |
| Lugny (chef-lieu)         | 798               | 71260       | 71267      |
| Montbellet                | 654               | 71260       | 71305      |
| Péronne                   | 454               | 71260       | 71345      |
| Saint-Albain              | 435               | 71260       | 71383      |
| Saint-Gengoux-de-Scissé   | 531               | 71260       | 71416      |
| Saint-Maurice-de-Satonnay | 346               | 71260       | 71460      |
| La Salle                  | 440               | 71260       | 71494      |
| Viré                      | 954               | 71260       | 71584      |
| Fleurville                | 471               | 71260       | 71591      |

## Démographie
Depuis 1962, les données statistiques relatives à la population du canton de Lugny sont les suivantes :
| 1962  | 1968  | 1975  | 1982  | 1990  | 1999  | 2007  |
| ----- | ----- | ----- | ----- | ----- | ----- | ----- |
| 5 786 | 6 205 | 6 071 | 6 740 | 7 118 | 7 420 | 8 267 |

## Personnalités liées aux communes appartenant au canton

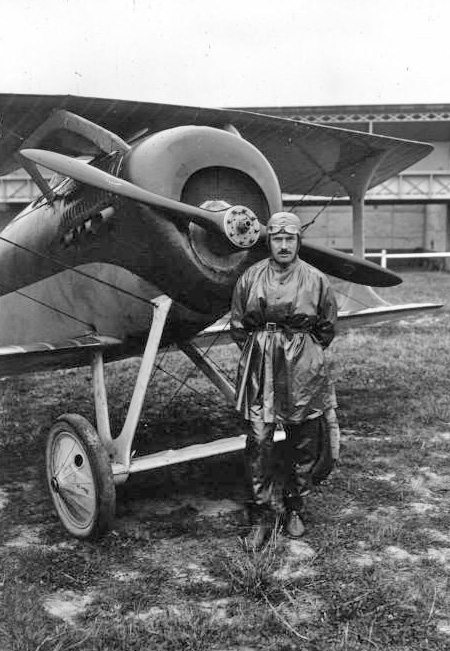
Bernard de Romanet près de son biplan Spad, en 1920.

Parmi les personnalités attachées au canton de Lugny figurent entre autres l'as de la Première Guerre mondiale Bernard Barny de Romanet, Eugène Blanc, Henri Boulay, le baron Benoît-Marie-Louis-Alceste Chapuys de Montlaville, le pionnier de l'aviation Louis Janoir, monseigneur Joseph Robert et l'écrivain Emile Violet.
- Bernard Barny de Romanet, né le 28 janvier 1894 à Saint-Maurice-de-Satonnay, fut l'un des plus glorieux as français de la Première Guerre mondiale avec dix-huit victoires officielles remportées entre mai 1917 et octobre 1918[8].
- Eugène Blanc, né le 27 janvier 1876 à Lugny et décédé le 29 janvier 1964 à Lugny, maire de Lugny et conseiller général du canton de Lugny pendant une trentaine d'années, joua dans les années 1920 et 1930 un rôle de premier plan dans la création et le développement du mouvement coopératif vinicole en Mâconnais.
- Henri Boulay, né le 14 juillet 1889 à Saint-Gengoux-de-Scissé et décédé le 7 octobre 1942 à Mâcon, est un homme politique français qui fut élu député S.F.I.O. de Saône-et-Loire dans les années 1930.
- Le baron Benoît-Marie-Louis-Alceste Chapuys de Montlaville, né le 19 septembre 1800 à Tournus et décédé le 9 février 1868 à Chardonnay, fut maire de Chardonnay et par ailleurs conseiller général du canton de Lugny (1855-1868). Surtout, après avoir été député de Saône-et-Loire (1833-1848), il fut nommé préfet de l'Isère puis de la Haute-Garonne, et entra au Sénat par décret impérial du 4 mars 1853, chambre où il siégea jusqu'à sa mort. Historien, il était officier d'académie et grand-officier de la Légion d'honneur.

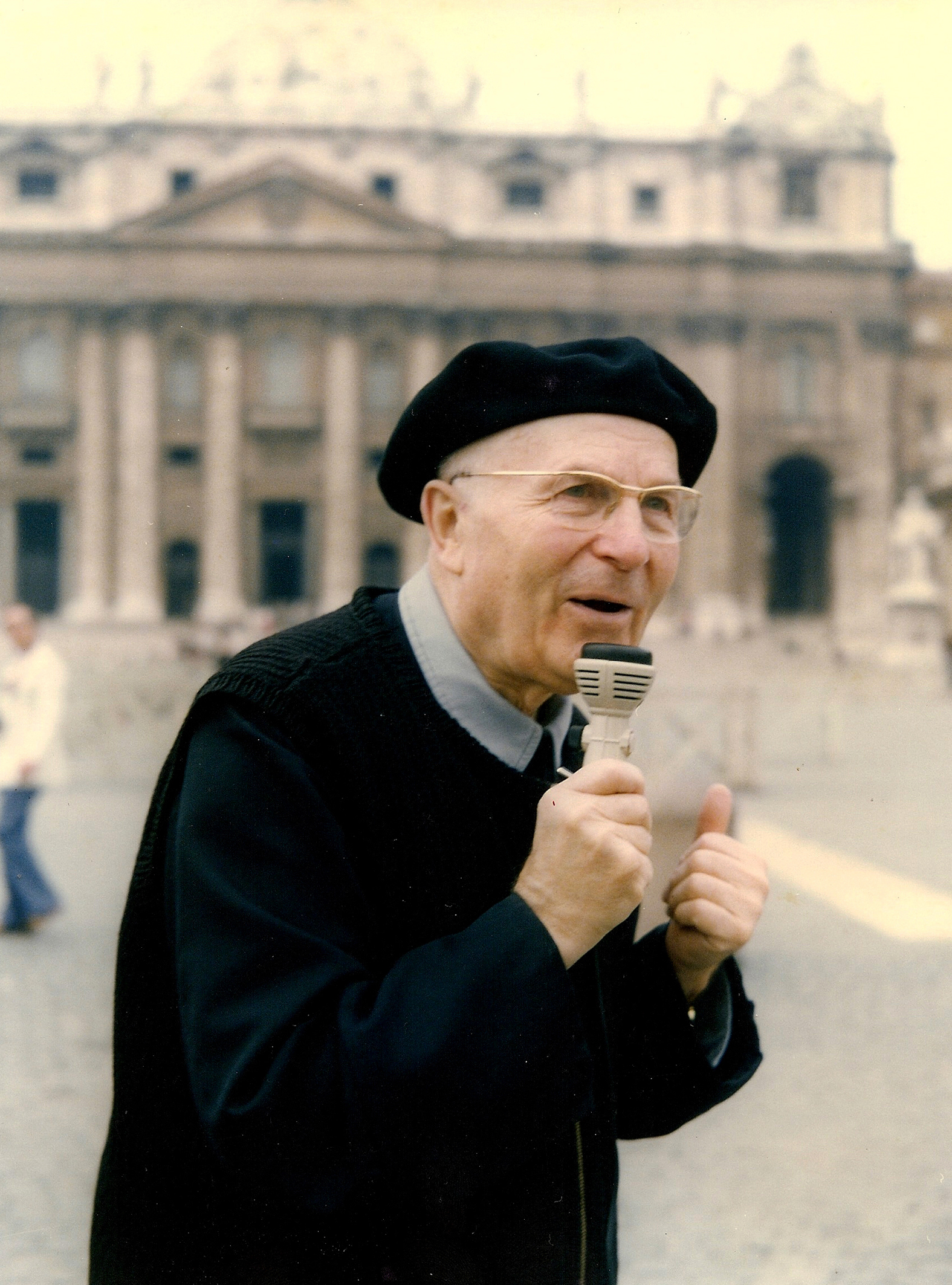
Monseigneur Joseph Robert à Rome, sur la place Saint-Pierre, en 1979.

- Monseigneur Joseph Robert, né le 12 avril 1898 à Besançon, prêtre formé à Rome (au séminaire pontifical français, où il fut séminariste de 1920 à 1927), fut nommé curé de Lugny en 1935 (après l’avoir été quelques années à Briant). Il y fonda cette même année la « communauté de prêtres de Lugny », communauté qui, créée au cœur du Mâconnais, dans une région particulièrement déchristianisée, fut le premier groupe communautaire de prêtres du diocèse d’Autun (groupe qui devait notamment déboucher, après guerre, sur la création d’une école puis d’un collège, ainsi que sur l'ouverture d'un centre d'organisation de pèlerinages). Curé-archiprêtre de Lugny, auteur d’un catéchisme (« Mon premier catéchisme » publié peu avant la guerre et plusieurs fois réédité), Joseph Robert, qui avait été fait chanoine honoraire de la cathédrale Saint-Lazare d’Autun par monseigneur Lucien-Sidroine Lebrun en 1946, mourut le 16 mars 1987 à l'hôpital de Chambéry. Il repose au cimetière de Digoin[9].
- Louis Janoir, né le 2 août 1883 à Lugny et décédé en 1968, fut un pionnier de l'aviation. Breveté pilote en 1911, il participa à de nombreuses compétitions aériennes. Après un séjour en Russie (1914-1916), cet ingénieur diplômé de l'Ecole nationale des arts et métiers de Châlons-sur-Marne (1901) intégra la société de construction d'avions SPAD, Il fonda en 1917 les ateliers d’aviation Janoir (construction de chasseurs Spad), puis les chantiers aéro-maritimes de la Seine.
- Emile Violet, né le 3 avril 1877 à Clessé et décédé le 26 mars 1965 à Mâcon, est un écrivain local qui s'intéressa beaucoup au Mâconnais.

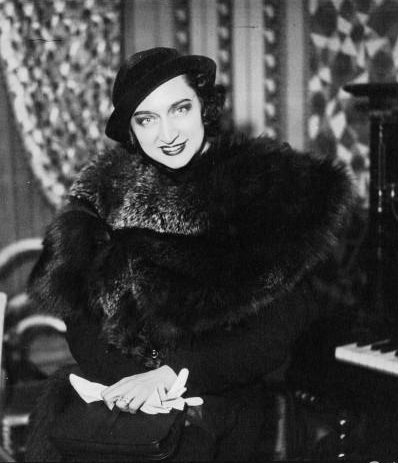
La chanteuse Lys Gauty, en 1934.

- Lys Gauty, chanteuse qui avait une maison à Saint-Gengoux-de-Scissé (au hameau de Bassy) et qui y repose depuis 1994.
- Claude Rochat (alias commandant Guillaume), né le 9 janvier 1917 à Nevers et décédé le 15 novembre 2009, fut le chef de l'Armée Secrète en Saône-et-Loire et le président du tribunal des Forces françaises de l'intérieur (FFI) de Cruzille, avant d'être fait sous-préfet de Chalon-sur-Saône puis d'Albertville (et de devenir le président départemental de l’ANACR, Association nationale des anciens combattants de la Résistance).

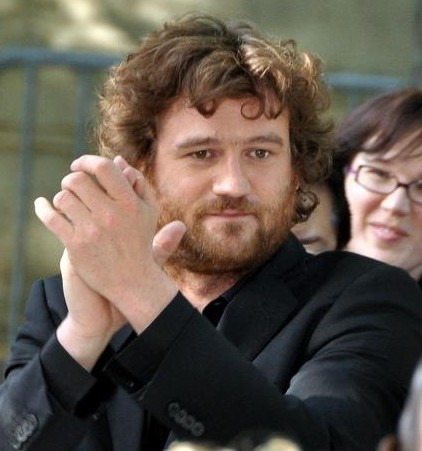
Olivier de Benoist en 2012.

- Olivier de Benoist, né en 1974 à Reims, est un comédien, humoriste et magicien dont la famille réside à Grevilly ; il est ailleurs auteur de deux ouvrages en bandes dessinées intitulés Le dernier rempart à la dictature des femmes, en association avec Olivier Saive (dessinateur) et Vincent Leroy (scénariste), parus chez Bamboo éditions, 2012.
- Vincent Dedienne, né le 2 février 1987 à Mâcon, est un comédien, auteur et humoriste français qui a passé son enfance à Cruzille.

## Tourisme
Le vignoble du Haut-Mâconnais se découvre en empruntant l'un des six circuits de la Route des vins Mâconnais-Beaujolais créée en 1986 : le circuit numéro 2, boucle d'une soixantaine de kilomètres dont les neuf étapes sont : Lugny, Burgy, Viré, Fleurville, Saint-Albain, Clessé, Péronne, Saint-Gengoux-de-Scissé et Bissy-la-Mâconnaise.
La quasi-totalité des communes du canton de Lugny (toutes sauf celles de Saint-Maurice-de-Satonnay, Péronne et La Salle) appartenaient au pays d'art et d'histoire « entre Cluny et Tournus », labellisé en 2010 par le ministère de la Culture.

## Jumelage
Chose assez rare : le canton de Lugny a été jumelé à un autre canton, celui de Saint-Jean-de-Monts en Vendée en l'occurrence.

## Vie associative
Le canton de Lugny a donné son nom à une association fondée en 1980 dans le but de permettre l'accueil des enfants du territoire – essentiellement rural – en centre de loisirs et de vacances : le Comité pour l'enfance du canton de Lugny (CECL), installé à partir de 1983 à Saint-Maurice-de-Satonnay, dans des locaux scolaires et attenants mis gracieusement à sa disposition.

## Festivités
La Saint-Vincent cantonale, manifestation très prisée de la population et du public, est la fête des viticulteurs du Haut-Mâconnais. Organisé chaque année dans une commune différente – à Chardonnay en 2012 (et 1985 et 1998), à Clessé en 2011 (et 1997), à Saint-Gengoux-de-Scissé en 2010 (et 1984 et 1996), à Saint-Maurice-de-Satonnay en 2008 (et 1983 et 1995), à Péronne en 2007 (et 1994), à Lugny en 2006 (et 1993)... –, ce rendez-vous annuel est l'occasion pour les viticulteurs particuliers et les caves coopératives du canton de faire déguster les vins tirés de leur dernière récolte. Elle se déroula pour la toute première fois en 1978 à Viré, puis fut organisée en 1979 à Lugny et en 1980 à Azé.